# 史务滋
史務滋（？—691年1月2日），唐朝常州溧陽（今江苏省溧阳市）人。他是武则天时代的纳言。
父史仲謩，贞观十四年官越王府东阁祭酒、常州长史。
690年九月十二，武则天迫使儿子唐睿宗退位，自称圣神皇帝，建立武周，以司賓卿史務滋纳言，并命史务滋等十人存抚诸道。691年一月，侍御史来子珣诬陷尚衣奉御刘行感、劉行實、劉行瑜兄弟谋反，史务滋与来俊臣一起审理刘行感之狱，刘行感兄弟被诛杀。来俊臣奏称史务滋与刘行感亲密，想要隐瞒他的谋反行为。武则天命来俊臣一起调查史務滋，史務滋恐惧自杀。
孙史翽，开元四年进士，累官京兆尹。乾元二年十二月，以御史大夫史翽为山南东道节度使，翌年四月，襄州军乱，被杀。赠户部尚书，谥襄愍。

## 延伸阅读
[在维基数据编辑]
 《新唐書·卷114》，出自《新唐書》